# Neoniphon argenteus
Neoniphon argenteus là một loài cá biển thuộc chi Neoniphon trong họ Cá sơn đá. Loài này được mô tả lần đầu tiên vào năm 1831.

## Từ nguyên
Tính từ định danh argenteus trong tiếng Latinh có nghĩa là "có màu bạc", hàm ý đề cập đến lớp ánh bạc trên thân của loài cá này.

## Phạm vi phân bố và môi trường sống
N. argenteus có phân bố rộng khắp khu vực Ấn Độ Dương - Thái Bình Dương. Từ bờ biển Đông Phi, N. argenteus được phân bố trải dài về phía đông đến quần đảo Marquises và đảo Rapa Iti, ngược lên phía bắc đến quần đảo Ryukyu (Nhật Bản), xa về phía nam đến bờ bắc Úc và Nouvelle-Calédonie. N. argenteus cũng được ghi nhận tại Việt Nam, bao gồm cả quần đảo Hoàng Sa và quần đảo Trường Sa.
N. argenteus sống tập trung ở đới mặt bằng rạn hoặc trong vùng đầm phá nông ở độ sâu khoảng 3–20 m.

## Mô tả
Chiều dài cơ thể lớn nhất được ghi nhận ở N. argenteus là 25 cm. Thân ánh màu xám bạc với các hàng chấm đen mờ dọc hai bên lườn. Phần gai vây lưng có viền trắng ở rìa, phớt đỏ nhạt ở màng. Các vây còn lại màu trắng. Các tia mềm ở phía đầu của vây lưng và vây hậu môn màu đỏ. Vây đuôi đỏ ở hai thùy. Vây lưng trơn, không có vệt sọc nào giúp phân biệt với các loài Neoniphon khác.
Số gai ở vây lưng: 11; Số tia vây ở vây lưng: 11–13; Số gai ở vây hậu môn: 4; Số tia vây ở vây hậu môn: 7–9; Số tia vây ở vây ngực: 12–14.

## Sinh thái học
Thức ăn của N. argenteus chủ yếu là các loài thủy sinh không xương sống ở tầng đáy.

## Thương mại
N. argenteus là một loài có thể được nuôi làm cá cảnh, và cũng được sử dụng để làm cá mồi trong đánh bắt cá ngừ.